# Jean-Claude Dunyach

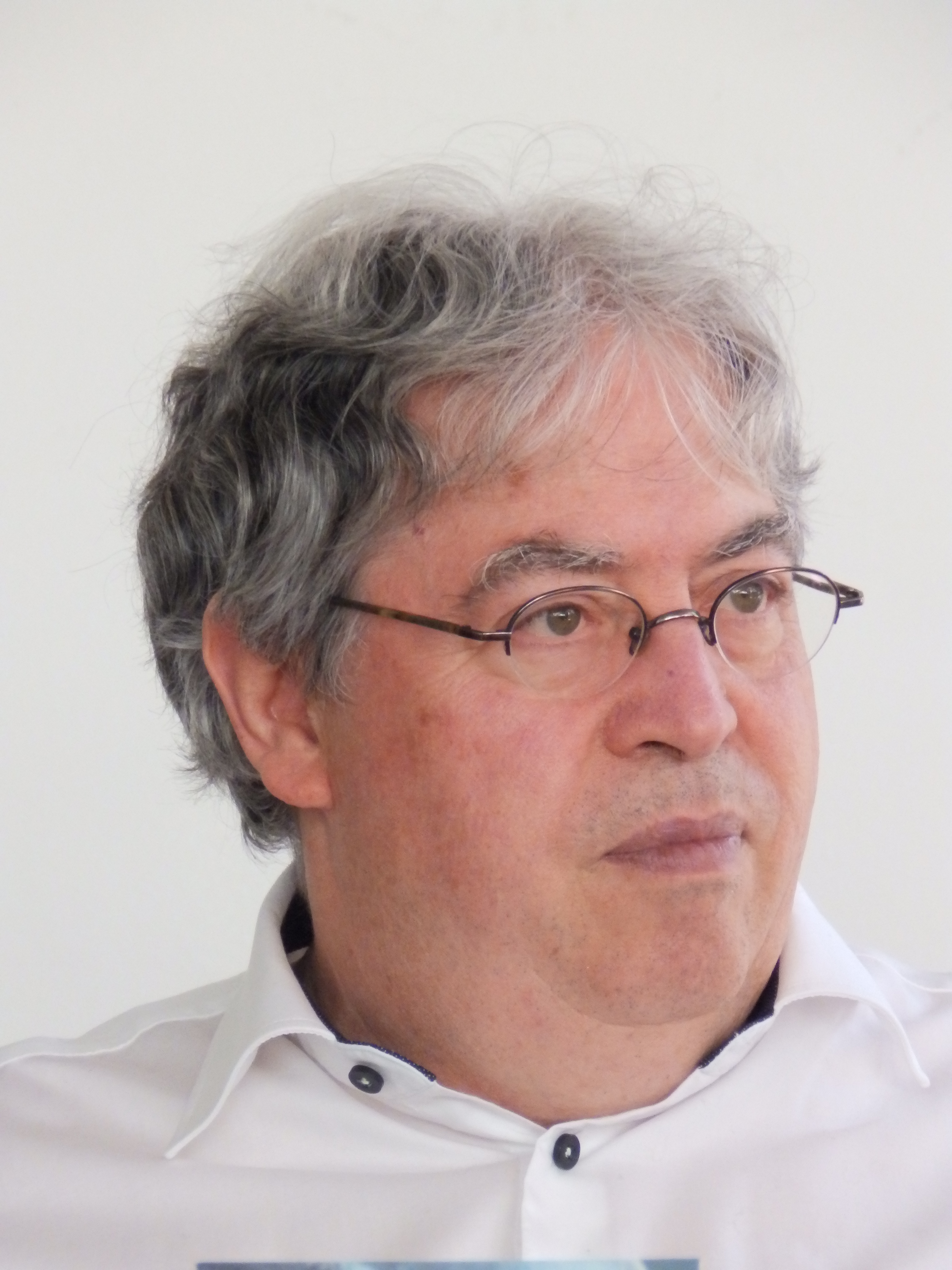
Jean-Claude Dunyach (2016)

Jean-Claude Dunyach (geboren am 17. Juli 1957 in Toulouse) ist ein französischer Schriftsteller, bekannt als Autor von Science-Fiction und Fantasy.

## Leben
Dunyach studierte Mathematik und promovierte mit einer Arbeit über den Einsatz von Supercomputern für Aufgaben der angewandten Mathematik. Seit 1982 arbeitet er als Ingenieur für Airbus. Neben dieser beruflichen Arbeit war er Sänger und Gitarrist einer Rockgruppe, schrieb zahlreiche Songtexte und begann 1982 Science-Fiction-Erzählungen zu veröffentlichen. Seine Erzählung Les Nageurs de Sable wurde 1984 mit dem Grand Prix de l’Imaginaire ausgezeichnet. Sein Romanerstling Étoiles Mortes erschien 1991 in zwei Bänden (Nivôse und Aigue-Marine) und gewann den Prix Rosny aîné. Die Erzählung Déchiffrer la trame (deutsch als Die Teppichleser) gewann 1998 sowohl den Grand Prix de l’Imaginaire und als auch den Prix Rosny aîné.
Dunyach hat inzwischen ein Dutzend Romane und etwa 100 Erzählungen veröffentlicht. Seine Fähigkeiten als Informatiker macht er sich auch als Autor zunutze, insbesondere indem er ein leistungsfähiges Programm zur Stilanalyse namens Analyseur schrieb.

## Auszeichnungen
- 1984 Grand Prix de l’Imaginaire für die Erzählung Les Nageurs de Sable
- 1992 Prix Rosny aîné für den Roman Étoiles mortes
- 1992 Prix Rosny aîné für die Erzählung L’Autre côté de l’eau
- 1997 Prix Ozone für die Erzählung Ce que savent les morts
- 1998 Grand Prix de l’Imaginaire und Prix Rosny aîné für die Erzählung Déchiffrer la trame
- 1999 Prix Tour Eiffel für den Roman Étoiles mourantes
- 1999 Interzone Readers Poll für Unravelling the Thread
- 2008 Prix Rosny aîné für die Erzählung Repli sur soie
- 2017 Prix Imaginales für die Erzählung Le Clin d’oeil du héron

## Bibliografie
Le Jeu des Sabliers (Romanserie)
- 1 Le Temple de chair (1987)
- 2 Le Temple d’Os (1988)
- Le Jeu des sabliers (Sammelausgabe von 1 und 2; 1987)

Étoiles Mortes (Romanserie)
- 1 Nivôse (1991)
- 2 Aigue-Marine (1991)
- 3 Voleurs de silence (1992)
- 4 Étoiles mourantes (1999, mit Ayerdhal)
- Étoiles mortes (Sammelausgabe von 1 und 2; 2000)

Romane
- Roll over, Amundsen ! (1993)
- La Guerre des cercles (1995)
- Le Clin d’oeil du héron (2016)
- L’Enfer du troll (2017)
- Trois hourras pour Lady Évangeline (2019)

Sammlungen
- Autoportrait (1986)
- La Station de l’Agnelle (2000)
- Dix jours sans voir la mer (2000)
- Déchiffrer la Trame (2001)
- Les Nageurs de sable (2003)
- Le Temps, en s’évaporant (2005)
- Séparations (2007)
- Les Harmoniques célestes (2011)
- L’Instinct du Troll (2015)

Erzählungen
- Signes de piste (1982)
- Venus Erotica (1982)
- Détails de l’exposition (1983)
- La Ronde de nuit (1983)
- Le Retournement de la sphère (1983)
- Le Rire de Mary Ellen pour remplacer les oiseaux absents (1983)
- Les Nageurs de Sable (1983)
- Univers-code (1983)
- Cérémonie (1984)
- Différent ! (1984)
- En attendant les porteurs d’enfants (1984)
- Fin de partie ? (1984)
- Le Clown avait déchiré son masque… (1984)
- Les Parallèles (1984)
- Où l’on voit le narrateur … (1984)
- Missionnaire Deluxe Installation Kit (1985)
- Poussière de temps, poussière d’os (1985)
- Projection privée (1985)
- Venez dans mon palais … (1985)
- Autoportrait (1986)
- Dans les jardins Médicis (1986)
  - Deutsch: In den Gärten der Medici. In: Andreas Eschbach (Hrsg.): Eine Trillion Euro. Bastei Lübbe Science Fiction #24326, 2004, ISBN 3-404-24326-9.
- Dieu (1986)
- Flying Romani’s (1986)
- Flying Romanis (1986)
- Je joue de la harpe des morts (1986)
- L’Automne de la cathédrale (1986)
- Le Temps, en s’évaporant (1986)
- Masse critique (1986)
- Pique-nique (1986)
- Sous l’oeil mort de la caméra (1986)
- Les Pleureurs de monde (1987)
- Figures imposées (1988)
- Paranamanco (1988)
- C.A.R.L.O.S. (1990)
- Dix jours sans voir la mer (1990)
- Voleurs de silence (1990)
- L’Autre côté de l’eau (1991)
- VilleDieu  (1991, mit Richard Canal)
- Circuit fermé (1992)
- Le Système B.O.R.G.E.S. (1992)
- Sans titre (1992)
- Épaves (1992)
- Sucre filé (1993)
- La Station de l’Agnelle (1995)
- Le Harponneur du phare (1995)
- Ce que savent les morts (1996)
- Le Jugement des oiseaux (1996)
- Déchiffrer la trame (1997)
  - Deutsch: Die Teppichleser. In: Alien Contact, Nummer 40. Edition Avalon, 2001.
- Histoire d’amour avec chute (1997)
- Les Cœurs silencieux (1997)
- Dialogue avec les Parques (1998)
- La Stratégie du requin (1998)
- Nos traces dans la neige (1998)
- Rapport sur les habitudes migratoires des Pères Noël (1998)
- L’Heure des vers (1999)
- L’Orchidée de la nuit (1999)
- Ombres tueuses (Romanauszug, 1999, mit Ayerdhal)
- Chaîne de commandement (2000)
- Des gens qui cliquettent (2000)
- Fin de l’été indien (2000)
- Le Gardien de l’ange (2000)
- Le Jeu des dédicaces (2000)
- Les Nuits inutiles (2000)
- Mémo pour action (2000)
- Tous les chemins du ciel (2000)
- Hélas, pauvre Yorick … (2001)
- La Dynamique de la révolution (2001)
- La Sation de l’Agnelle (2001)
- M.D.I.K. (2001)
- Nourriture pour dragons (2001)
- Raven, jamais plus (2001, mit Andreas Eschbach, Valerio Evangelisti, Rodolfo Martinez und Paul J. McAuley)
- Regarde-moi quand je dors (2001)
- Tous les rêves des femmes (2001, mit Anne Smulders)
- Cent mille fleurs pour le président Moâ (2003)
- Le Jour où Orson Welles a vraiment sauvé le monde (2003)
- Libellules (2003)
- Oiseaux (2003)
- Aime ton ennemi (2005)
- Des raisons de revenir (2005)
- L’Âge d’or du réel (2005)
- La Chevelure du saule (2005)
- Le Client est roi (2005)
- Le Lapin sous la pluie (2005)
- Séparations (2005)
- Un voeu pour la fey (2005)
- Trajectoire de chair (2006)
- Repli sur soie (2007)
- Une place pour chaque chose (2007)
- Les Fleurs de Troie (2009)
- Les Langages de la peau (2009)
- Perspectives de fuite (2010)
- Respectons les procédures (2010)
- Trois hourras pour Lady Evangeline… (2010)
- Dieu, vu de l’intérieur (2011)
- La Fin des cerisiers (2011)
- Le Clin d’œil du héron (2011)
- Les Harmoniques célestes (2011)
- Visiteur secret (2011)
- Paysage avec intrus (2012)
- Le Serpent dans les feuilles (2013)
- Noces de diamant (2014)
- L’Armée des souvenirs (2015)
- L’Instinct du troll (2015)
- La Taille a son importance (2015)
- Le Lieu où tout se croise (2015)
- Ou se taise à jamais (2015)
- Les Ailes que j’emporte (2016)

Anthologien (als Herausgeber)
- Escales 2000 (1999)
- Science-fiction 2006 (2006)
- Dimension Galaxies (2011)
- Destination Univers (2012)
- Rêver 2074. Une utopie du luxe français (2014)
- Dimension Technosciences @ venir (2018)